# Schelffriedhof Schwerin

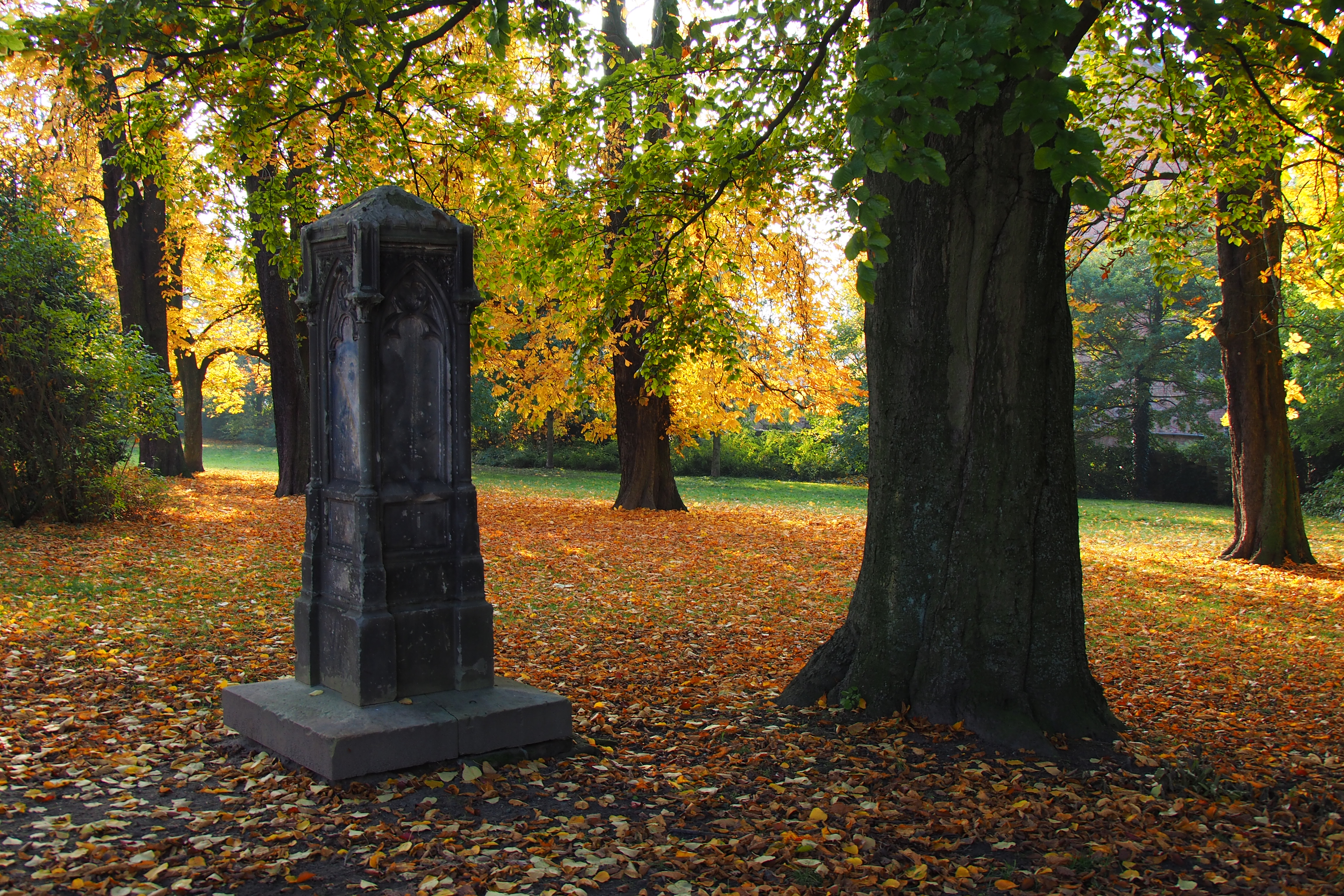
Grabmal für Ludwig Willebrand auf dem Schelffriedhof

Der Schelffriedhof Schwerin der Nikolaikirche (Schelfkirche) war ein historischer Friedhof in der Landeshauptstadt von Mecklenburg-Vorpommern Schwerin. 1925 wurde er zu einer 1,5 Hektar großen Parkanlage umgestaltet und ist unter dem Namen Schelfpark als Garten- und Landschaftsdenkmal bekannt.

## Lage
Der heutige Schelfpark befindet sich im Stadtteil Werdervorstadt nördlich der Schelfstadt und wird im Norden durch die Lagerstraße, im Osten durch die Werderstraße (B 104), im Süden durch die Knaudtstraße (B 104) und im Westen durch die ehemalige Brauerei am Ufer des Ziegelinnensees begrenzt.

## Geschichte
Der neue Schelffriedhof war für die Bewohner der Neustadt spätestens 1772 erforderlich, als auf dem Kirchhof an der Schelfkirche Bestattungen nicht mehr möglich waren. In einem Schreiben vom September 1772 heißt es, dass der Schelf-Kirch-Hofe die vielen Leichen nicht mehr fassen kann, und schon 2 bis 3 über einander eingescharrt werden. Daraufhin erfolgte 1773 der Ankauf der Ackerflächen auf der Schelfe.
Nach der Vermessung und Kartierung 1777 wurde die Friedhofsanlage als Gottes-Acker noch mit einer Ziegelmauer umgeben. Am 1. Juli 1778 fand die erste Beisetzung auf dem Schelfkirchhof statt. Für ein Haus zur Aufbewahrung der Friedhofsgeräte hatte der Schlosshauptmann von der Lühe im Juni 1778 einen Riß eingereicht. Doch dieser Entwurf wurde nicht ausgeführt.
Ein Jahr nach der Inbetriebnahme gab es schon Probleme wegen des zu hohen Grundwassers. 1786 wurde mit Genehmigung des Herzogs die Friedhofsmauer wieder abgetragen. Wir genehmigen ... daß mit Abbrechung der Schelf-Kirch-Hofs-Mauer in diesem Sommer der Anfang gemacht, die Mauer-Steine und Materialien bestens verkauft und das dafür zu lösende Geld zur Pflasterung des Kirch Hofs verwandt werde, als wovon Du eine besondere Berechnung zu führen habest.
1802 erfolgte die erste Friedhofsvergrößerung, die zweite 1831. Dazu reichte der durch seine Bäderbauten in Bad Doberan bekannte Carl Theodor Severin einen Verschönerungsplan ein, der beim Bürgerausschuss der Stadt keinen Gefallen fand. 1840 legte der Schweriner Hofgärtner und Gartengestalter Theodor Klett einen Plan und Kostenanschlag vor, der aber unnötige Verwendungen aufwies. Zur Ausführung gelangten 1842 die Verschönerungsvorschläge des Schweriner Domfriedhofsgärtners C. A. W. Lobedanz. Zu weiteren Friedhofserweiterungen kam es 1881, 1883, 1897 und 1916. Nach Errichtung des neuen Friedhofes am Galgenberg, dem heutigen Alten Friedhof, wurden der Domfriedhof und der Schelffriedhof 1863 geschlossen. Bestattungen waren noch in Ausnahmefällen genehmigt, diese betrafen Beisetzungen in Grabkapellen und Plätzen neben Ehegatten. Weitere Beerdigungen fanden auf dem Friedhof statt, wie aus dem 1921 erstellten Verzeichnis der Kaufgräber auf dem Schelffriedhof zu entnehmen ist. 178 Eigentümer von Kaufgräbern sind in der Liste verzeichnet. Seit Ende des 19. Jahrhunderts wurden die vom Magistrat genehmigten Grabkapellen abgebrochen. 1920 wurde der Wunsch nach der Umgestaltung zu einem Park, der der Allgemeinheit zugänglich zu machen ist, ausgesprochen.

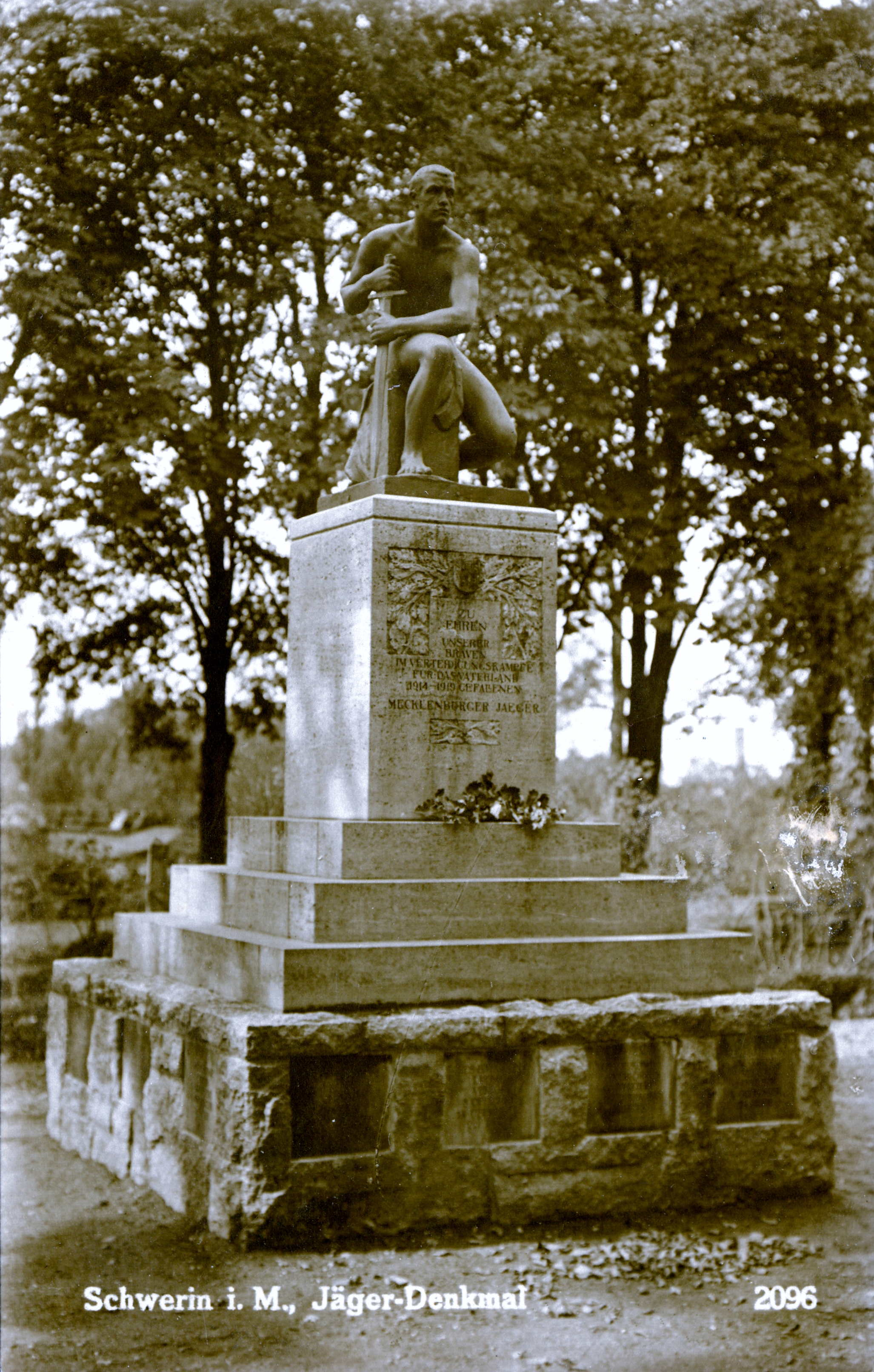
Jägerdenkmal, 1921 eingeweiht, 1945 zerstört

Am 1. Juni 1921 wurde nach einem Festgottesdienst im Dom zu Schwerin an der östlichen Seite des Friedhofes, gegenüber der damaligen Jäger-Grenadierkaserne, das Kriegerdenkmal des Großherzoglich Mecklenburgischen Jägerbataillons Nr. 14 für die im Ersten Weltkrieg Gefallenen eingeweiht. Die Vorbereitung leitete ab November 1920 der Oberstleutnant Freiherr von Schenk zu Schweinsberg. Im Sockel des vom Bildhauer Ernst Müller-Braunschweig geschaffenen Denkmals waren die Gedenktafeln für die einzelnen Kompanien mit den Zahlen der Gefallenen eingelassen. Insgesamt 58 Offiziere, 220 Oberjäger und 1889 Jäger. Die Steinmetzarbeiten wurden von den Schweriner Meistern C. Schäfer und Sohn ausgeführt.
Das Denkmal wurde bis 1945 durch den Mecklenburgischen Jägerbund gepflegt und danach zerstört. Die Frontplatte vom Steinsockel befindet sich noch heute im Schelfpark, etwas versteckt im Gehölzstreifen an der Werderstraße.
1924 verkaufte die Nikolaikirche den Friedhof an die Stadt. 1925 erfolgte die Umgestaltung zu einem Park mit Kinderspielplatz.
1950 befand sich die als Park genutzte Anlage erneut in einem schlechten Zustand. Einige eingezäunte Bereiche wurden als Gärten genutzt. 1951 wurden zwei der im Park verbliebenen Grabmale im Auftrag des Schweriner Instituts für Denkmalpflege restauriert. Das in neugotischen Formen gestaltete Grabmal für den Baukondukteur Ludwig Willebrand (1824–1853) erhielt eine neue Abdeckung. Sein Bruder war der am Schweriner Schlossbau beteiligte Hermann Willebrand. Beim Grab des Pastors der Nikolaikirche Heinrich Alexander Seidel (1811–1861), Vater des Dichters Heinrich Seidel, wurde das beschädigte gusseiserne Kreuz entfernt und das Grab mit einer neuen Granitplatte belegt. 1979 war noch der Grabstein von Heinrich von Plessen, Königlicher Kämmerer und Rittmeister in der Armee, geb. 18. Juli 1824, gest. 1. Januar 1859 vorhanden.
1984 wurde sogar ein Bereich als Parkfläche von der angrenzenden Brauerei, dem Getränkekombinat, genutzt.
Der Schelfpark ist seit 1986 ein Garten- und Landschaftsdenkmal der Stadt Schwerin.

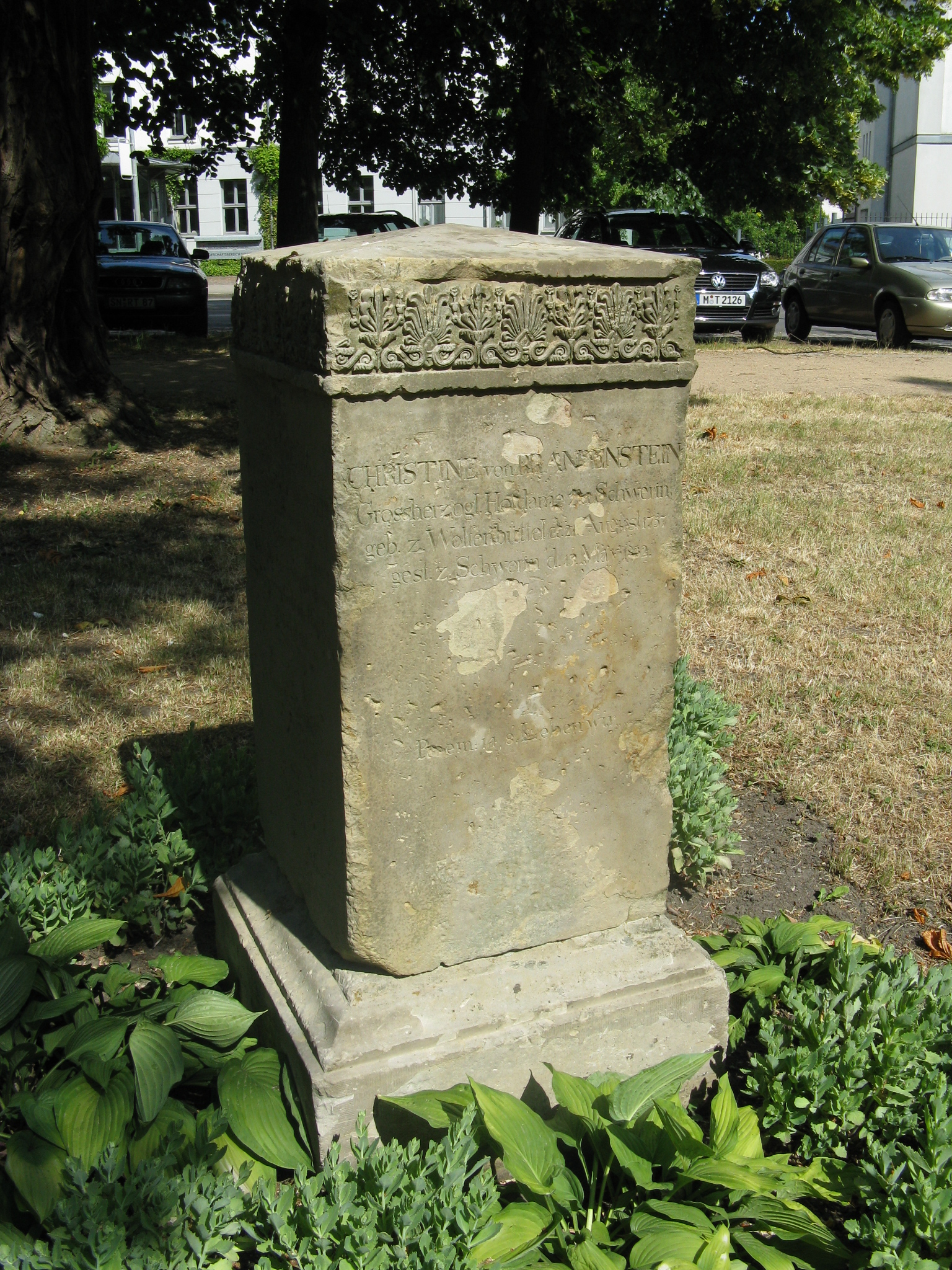
Grabstein von Christine von Brandenstein

Heute befinden sich noch neun Grabmäler als Gedenksteine Schweriner Persönlichkeiten in der Parkanlage gegenüber den damaligen Jäger-Grenadierkasernen.
- Der Grabstein für die Familie von Brandenstein wurde 2000 wieder aufgerichtet.[16]
  - August Georg v. Brandenstein, geb. z. Wolfenbüttel d. 27. May 17[55], gest. z. Schwerin d. 12. 4. 1836, als Grossherzoglich Mecklenburg Schwerinsche[r] Geheime[r] Raths-Praesident [und Erster Minister].
  - [dessen Ehefrau] Caroline v. Brandenstein, geborene v. Bassewitz, geb. z. Hohen Luckow d. 25. Dez.[1765], vermaelt am 5. Juni 1786, gest. 4. Juni 1827.
  - [deren älteste Tochter] Sophie v. Brandenstein, geb. z. Schwerin d. 14. Juni 1787, gest. d. 23. März 1790.
  - [Schwester des Ministers] Christine v. Brandenstein, Grossherzogl. Hofdame zu Schwerin, geb. z. Wolfenbüttel d. 21. Aug.1757, gest. z. Schwerin d. 13. May 1832.
- Zwei Grabplatten von ca. zwei mal einem Meter (Schrift teilweise nicht mehr lesbar).
  - Geheimer Kammerrath Johann Schumacher 11. 2.1786, 5.11. 1835[17]
  - Geh. Kammerräthin Luise Schumacher, geb. Schnell 3. 10.1800, 6. 5. 1865
- Zwei Grabplatten von einem Meter mal zwei Metern (Schrift nicht mehr lesbar) und ein abgeschrägter Sandsteinsockel mit einem Kreuz (Inschrift herausgeschlagen).
  - Dr. Jur. Carl Anton Wilhelm Beste († 1855).
- Grabstein für Ludwig Willebrand (verwittert, Schrift teilweise nicht mehr lesbar)
  - Ludwig Willebrand, Bauconducteur, geb. d. 18. August 1821, gest. d. 23. Juli 1853.[18]
- rechteckiger Sandsteinsockel, einen Meter hoch, (Schrift nicht lesbar).
- Granitplatte von einem Meter mal zwei Metern (Schrift nicht lesbar).
  - Heinrich Alexander Seidel 2. 2. 1811, 30.1.1861, Pastor an der St. Nicolai zu Schwerin.[19]

Der Park mit seinen verbliebenen neun Grabmälern, deren Inschriften teilweise nicht mehr lesbar sind, wurde 1998 nach historischen Vorlagen saniert und befindet sich heute in einem gepflegten Zustand.